# Wolfgang Link (Schiedsrichter)
Wolfgang Link (* 19. März 1935; † 1994) war ein deutscher Fußballschiedsrichter; zwischen 1965 und 1970 leitete der Kieler 5 Spiele der Fußball-Bundesliga.

## Bundesligaeinsätze
- FC Schalke 04 – Bor. Mönchengladbach, Bundesliga 4. Spieltag, 4. September 1965, Glückauf-Kampfbahn, Gelsenkirchen, Besucher: 33.500
- SV Tasmania Berlin – Borussia Mönchengladbach  0:0 (0:0), Bundesliga 19. Spieltag, 15. Januar 1966, Olympiastadion Berlin, Besucher: 827[1]
- Eintracht Frankfurt – Rot-Weiss Essen 5:0 (1:0), Bundesliga 28. Spieltag, 15. April 1967, Waldstadion Frankfurt, Besucher: 17.000
- 1. FC Nürnberg – 1. FC Köln 1:1 (1:0), Bundesliga 33. Spieltag, 27. Mai 1967, Städtisches Stadion Nürnberg, Besucher: 27.000
- FC Schalke 04 – Bayern München 2:2 (0:0), Bundesliga 34. Spieltag, 3. Mai 1970, Glückauf-Kampfbahn Gelsenkirchen, Besucher: 10.000[2]